# Peter Jones (színművész)
Peter Geoffrey Francis Jones (Wem, 1920. június 12. – Westminster, 2000. április 10.) brit színész, forgatókönyvíró és műsorvezető volt.

## Élete

### Származása, pályakezdése
Peter Jones Wemben született 1920-ban, a város gimnáziumába és az Ellesmere College főiskolára járt. Színészként 16 évesen jelent meg először Wolverhamptonben, majd egy kelet-angliai színházban. 1942-ben játszott a The Doctor’s Dilemma című darabban. Első filmje, melyben a stáblistában még nem szerepelt, a Vörös lámpás volt 1942-ben, majd 1950-ben a Chance of a Lifetime.

### Rádió
1952 és 1955 között Jones Peter Ustinov mellett főszereplője volt a BBC rádiós komédiájának (In All Directions). A műsorban Jones és Ustinov egy autóban ülve keresték Londonban a Copthorne Avenue-t. Ez a fajta műsor újdonság volt akkoriban a folyamatos improvizációk miatt. Másik nevezetes rádiós szerepe Bunter alakítása volt Dorothy L. Sayers Lord Peter Wimsey-történeteiben. 29 éven át rendszeres résztvevője volt a Just A Minute című játéknak. 1978-1980 között Jones volt az Útikalauz hangja Douglas Adams Galaxis útikalauz stopposoknak című rádiójátékban.

### Narrátor
A Galaxis útikalauz-rádiójátékot követően Jones szintén hangját adta a sorozat alapján készült televíziós sorozathoz és az audiokiadványokhoz is. Később Douglas Adams Utoljára látható (Last Chance to See) című rádió sorozatának is ő volt a narrátora, és több alkalommal közreműködött televíziós dokumentumfilmekben narrátorként.

### Televízió
Televíziós szereplései közül legismertebb szerepe Mr. Fenner a The Rag Trade című sorozatban, valamint a The Goodies című brit komédiában, a Rumpole of the Bailey című drámában, majd híresebb szerepei voltak a Holby Városi Kórház, Whoops Apocalypse, The Bill, Kisvárosi gyilkosságok (Midsomer Murders), Minder és két epizód a Bosszúállók (The Avengers) című televíziós sorozatban.

### Film
Jones számos filmben játszott, beleértve Private’s Progress (1956), School for Scoundrels (1960),  Just Like a Woman (1967), A rózsaszín párduc visszatér (1975) és a Tűzszekerek (Chariots of Fire) (1981) című filmeket.

### Forgatókönyvíró
Tehetséges forgatókönyvíróként Peter Jones alkotta meg a Mr Big című komédia forgatókönyvét, illetve az ő munkája a J Kingston Platt’s Showbiz Handbook forgatókönyve, melynek szereplője is volt egyben.

## Magánélete
79 évesen hunyt el 2000-ben a London Westminster kerületében.  Lánya, Selena Carey-Jones, színésznő, egyik fia, Bill Dare író és a Dead Ringers című BBC komédia producere. Felesége, Jeri 1999-ben hunyt el.

## Főbb filmszerepei
- 1944: Vörös lámpás (Fanny by Gaslight); ifjú kliens, névtelen szerep
- 1945: Az éjszaka halottja (Dead of Night); Fred bárpincér
- 1950: Chance of a Lifetime; Xenobiai polgár
- 1950: Utolsó vakáció (Last Holiday); utazási iroda ügynöke
- 1950: Cairo Road; hajóstiszt
- 1951: Felsőbb osztályba léphet (The Browning Version), Carstairs
- 1952: Varázsdoboz (The Magic Box), iparosember
- 1952: Time Gentlemen, Please!, Lionel Batts
- 1953: Hosszan tartó emlékezet (The Long Memory), halász
- 1953: Sárga léggömb (The Yellow Balloon), piti bűnöző
- 1953: Albert R.N., Scholle
- 1954: For Better, for Worse, autókereskedő
- 1955: John and Julie; Jeremy
- 1956: Private's Progress; Arthur Egan
- 1956: Egy karrier története (Charley Moon), Stewart
- 1957: Blue Murder at St Trinian’s; Prestwick
- 1959: Danger Within; Alfred Piker kapitány
- 1959: Operation Bullshine; Perkins tüzér
- 1960: School for Scoundrels; Dudley
- 1960: Matróz a rakétában (The Bulldog Breed), búvároktató
- 1961: Majdnem baleset (Nearly a Nasty Accident)
- 1963: Ne hagyd magad, Pitkin! (A Stich in Time), Russel kapitány
- 1966: The Sandwich Man; szökés-specialista
- 1967: Riporterek gyöngye (Press for Time); Robin Willobey fotós
- 1967: Folytassa, doktor! (Carry On Doctor); káplán
- 1966–1968: Bosszúállók (The Avengers), tévésorozat; Dr Adams / Doyle
- 1968: Forró milliók (Hot Millions); börtönigazgató
- 1969: Szellemes nyomozók (Randall and Hopkirk Deceased); Frederick P. Waller
- 1971: Father, Dear Father, tévésorozat, Mr. Piper
- 1975: A rózsaszín párduc visszatér (The Return of the Pink Panther); pszichiáter
- 1975: Confessions of a Pop Performer; Maxy Naus
- 1976: Hét éjszaka Japánban (Seven Nights in Japan), Balcon kapitány
- 1976: Folytassa Angliában! (Carry On England), dandárparancsnok
- 1981: Galaxis útikalauz stopposoknak (The Hitchhiker’s Guide to the Galaxy); tévésorozat, a Könyv hangja
- 1981: Tűzszekerek (Chariots of Fire); Leonard Mullen
- 1987: Baleseti sebészet (Casualty); Mark
- 1998: Titch, tévésorozat, narrátor
- 1998: Kisvárosi gyilkosságok (Midsomer Murders), tévésorozat, 1 epizód, Bunny Dawlish
- 1999: Holby Városi Kórház (Holby City), tévésorozat, Derek Lyndon